# Federazione calcistica del Laos
La Federazione calcistica del Laos (in inglese Lao Football Federation, acronimo LFF) è l'ente che governa il calcio in Laos.
Fondata nel 1951, si affiliò alla FIFA nel 1952 e all'AFC nel 1980. Ha sede nella capitale Vientiane e controlla il campionato nazionale, la coppa nazionale e la Nazionale del paese. La federazione del Laos non ha propri rappresentanti nel comitato dei membri della Fifa. Esprime, a luglio 2009, un solo arbitro internazionale e quattro assistenti di linea, tra cui una donna.